# یاسین سی سالم
یاسین سی سالم (انگلیسی: Yacine Si Salem؛ زادهٔ ۱۰ ژانویهٔ ۱۹۸۸) بازیکن فوتبال اهل الجزایر است.
از باشگاه‌هایی که در آن بازی کرده‌است می‌توان به باشگاه فوتبال بلننسس و باشگاه فوتبال القبائل اشاره کرد.